# Sixaxis

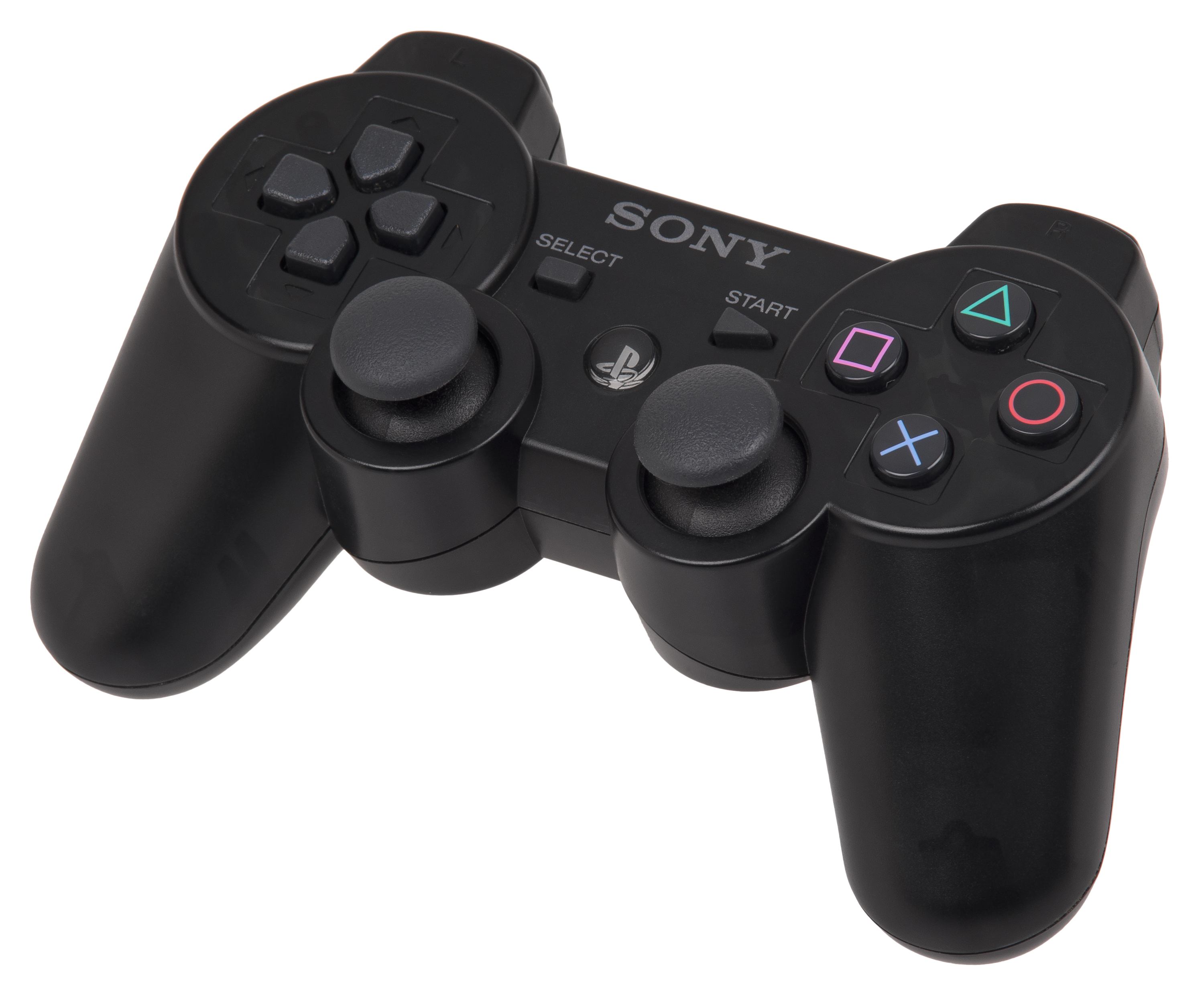
Versione definitiva del Sixaxis

Il Sixaxis, scritto anche SIXAXIS (forma contratta dell'inglese six axis - "sei assi" - sia per indicare libertà di movimento, sia per formare un palindromo), è il primo controller ufficiale della console Sony PlayStation 3, erede del DualShock 2 (controller ufficiale della console PlayStation 2). È stato sostituito nel 2007 dal DualShock 3.

## Storia

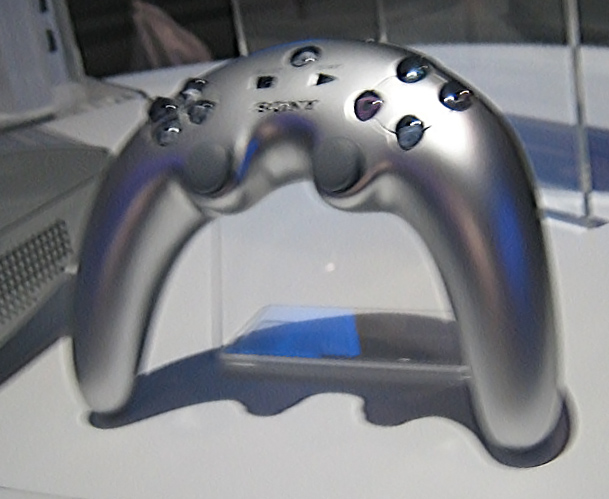
Il primo prototipo del controller

Sony, all'E3 del 2005, aveva presentato insieme ai primi prototipi della console un originale joypad a forma di banana (o di boomerang); lo ritenevano, però, soltanto un concept design.

Comunque, all'E3 del 2006, Sony ha cambiato idea presentando la versione definitiva del Sixaxis. A causa di questo repentino cambiamento si sono alzate due voci: secondo una quel progetto è stato abbandonato per la fredda accoglienza dei videogiocatori al nuovo gamepad, mentre l'altra accusava Sony di aver copiato l'idea del Wiimote Nintendo, il nuovo pad che affianca la console Wii, anch'esso caratterizzato da una (seppur diversa e più evoluta) tecnologia di rilevamento dei movimenti.

## Caratteristiche e nuove funzionalità
Quasi identico come forma al suo diffusissimo predecessore DualShock 2, è però più leggero e funziona wireless (senza fili) essendo collegato alla console grazie alla tecnologia Bluetooth; la funzionalità wireless consente, inoltre, di utilizzare fino a 7 joystick contemporaneamente. Dei LED numerati da 1 a 4 permettono di capire il numero assegnato al controller (per i numeri maggiori di 4 vengono accesi 2 led insieme; esempio se sono accesi il 4 e il 2 al controller è assegnato il numero 6). Per ricaricare le batterie del Joystick è sufficiente attaccarlo alla console con un cavetto USB, senza interrompere l'eventuale gioco in corso. A detta di Sony, le batterie completamente cariche consentono fino a 30 ore di utilizzo continuo.

### Pulsanti

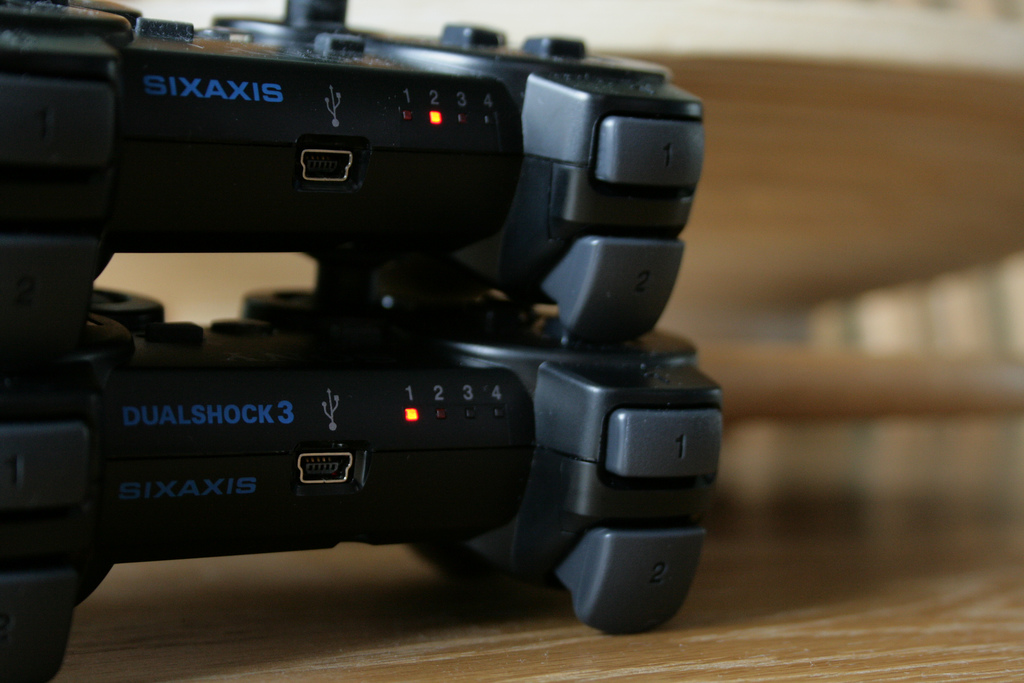
Dettaglio dei tasti R2 e L2 a grilletto del Sixaxis e del successivo DualShock 3

I tasti R2 e L2 sono sempre analogici a membrana come gli altri tasti, ma abbandonano il movimento lineare per assumere il movimento basculante (funzionano come dei grilletti), mentre il tasto per scegliere tra le modalità analogica/digitale è stato sostituito da un pulsante "PS" che consente di spegnere/accendere console e/o controller e di far riconoscere il joypad dalla PlayStation. Inoltre, la sensibilità analogica dei tasti è passata dalla precisione 8-bit del DualShock 2 a quella 10-bit attuale.

### Sensori giroscopici
La modifica più importante, insieme alla modalità wireless, è la presenza di un sistema di sensori giroscopici e di accelerazione a 3 assi e sei direzioni, che permettono di interagire con i giochi semplicemente muovendo il pad.
Una tecnologia simile a quella dell'ormai sorpassato Microsoft SideWinder, che permetteva (ad esempio) in un gioco di corse, di sterzare a destra piegando il controller nella direzione interessata.

## Vibrazione
Da segnalare, infine, la "perdita" della famosa funzione di vibrazione (anche per risparmiare peso), che aveva dato tanto successo al DualShock.
Tuttavia le critiche dei fan della "vibrazione" sono state molte, così a marzo 2007 Sony ha raggiunto un accordo con la Immersion, azienda detentrice dei brevetti relativi alla funzione di vibrazione dei joypad, aprendo così uno spiraglio per un inserimento della suddetta funzione nei joypad della PlayStation 3.
Infatti Sony ha mostrato al Tokyo Game Show 2007 una versione del Sixaxis leggermente più pesante, ma esternamente identica alla precedente, dotata, oltre che del sensore di movimento, di vibrazione. Alcuni che hanno avuto occasione di provarlo con il gioco Burnout Paradise si sono però lamentati del fatto che la vibrazione fosse un po' più debole di quella del DualShock 2, probabilmente per aumentare l'autonomia della batteria.
Il nuovo DualShock 3, supportante il force feedback, è uscito l'11 novembre 2007 in Giappone, il 15 aprile 2008 in America del Nord ed il 4 luglio 2008 in Europa.